# Fontarèches
 Fontarèches  ist eine französische Gemeinde mit 255 Einwohnern (Stand 1. Januar 2022) im Département Gard in der Region Okzitanien; sie gehört zum Arrondissement Nîmes und zum Kanton Uzès. Sie liegt im Tal des Flusses Tave.

## Bevölkerungsentwicklung
| Jahr      | 1962 | 1968 | 1975 | 1982 | 1990 | 1999 | 2008 | 2017 |
| Einwohner | 96   | 108  | 76   | 89   | 148  | 190  | 226  | 263  |

## Persönlichkeiten
- Philip O’Connor (1916–1998), englischer surrealistischer Schriftsteller, starb in Fontarèches

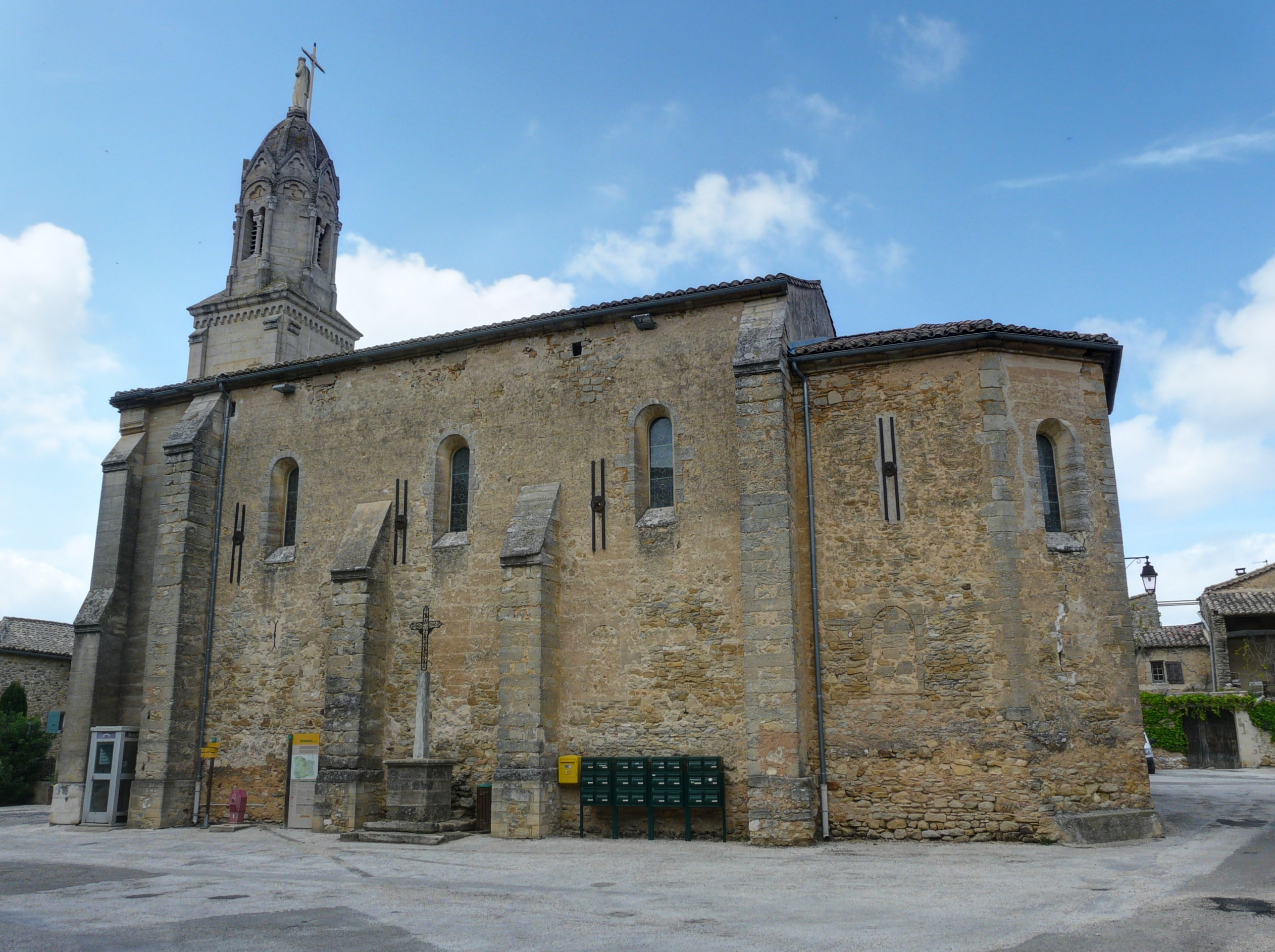
Kirche Mariä Himmelfahrt